# 阳光街道
阳光街道是中华人民共和国贵州省貴陽市花溪区下辖的一个街道办事处。

## 行政区划
阳光街道下辖以下村级行政区划单位：
花溪社区、清溪社区、清华社区、棉花关社区、仙人洞社区、贵筑社区、望哨坡社区、徐家冲社区、学士社区。